# تاپاس (ادیان هند)

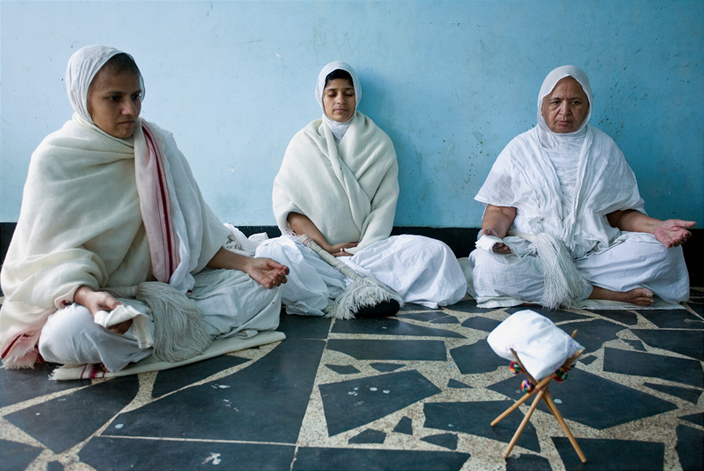
تاپاس (ادیان هند)

تاپاس (انگلیسی: Tapas)T این واژه، کهن‌ترین کلمه ای است که مفهوم ریاضت را می‌رساند و در ریگ ودا و براهماناها نیز آمده و وجه تسمیه آن حرارت است واژگان  پارسی   تَف /تب  و  تبش/ توَش /تابش با واژه تاباس همریشه اند .

## ریاضاتجسمیوعقلی
ریاضت در تعالیم و باورهای ادیانی به ارتباط جسم و روح می‌پردازد، اما نقش ریاضات جسمانی و معنوی در بین هندوان و متون مقدس آنان نظیر وداها به نسبت دیگر ادیان و مذاهب، بسیار چشم گیر و از شهرت خاصی برخوردار است.

## ریاضت در وداها و براهماناها
ریگ ودا به ریاضت اشاره می‌کند و نیروی خلاقه آن را در سطح عالم کبیر و عالم صغیر بررسی می‌کند.
برطبق براهماناها، پراجاپاتی (Prajapati) «پرجاپتی» شهریار موجودات، جهان را بر اثر نیروی خلاقهِ ریاضت خویش (Tapas) به وجود آورده‌است و لیکن خود پراجاباتی نیز محصول نیروی تاپاس است، چنان‌که آمده:
در آغاز (agre) نیستی به صورت ذهن (manas) ظاهر شد (atapyate) و به نورِ حرارت و آتش ریاضت، به شهریار موجودات (پراجاپاتی) هستی بخشید.

## حرارت درون
برانگیختن حرارت درون در کلمهٔ «تاپاس» مستتر است. در سرودهای جهان‌شناسی آفرینش «پراجاپاتی»، آفرینش را به نیروی حرارت درون به وجود می‌آورده‌است.
از طرف دیگر برانگیختن حرارت درون مستلزم آن است که مرتاض به عنصر آتش استیلا و تسلط یافته باشد.

## اضداد
ریاضت (Tapas) تحمل کشمکش اضداد است از قبیل گرسنگی و تشنگی، سردی و گرمی، ایستادن و نشستن و روزهٔ کلام و روزهٔ اطوار و حرکات یعنی خود داری از اشارات چشم و ابرو و غیره، زیرا این اشارات معرف احوال درون است و خود داری از این اطوار منجر به تسلط بر نفسی می‌شود که گاهی نیز از طریق اشارات چهره خود را می‌نمایاند.

## نیروی خلاقه
تاپاس حرارت ناشی از قدرت تمرکز نفسانی و ذهنی و نیروی خلاقه است.